# (2940) Bacon
(2940) Bacon – planetoida z grupy pasa głównego asteroid okrążająca Słońce w ciągu 4 lat i 236 dni w średniej odległości 2,78 j.a. Została odkryta 24 września 1960 roku w Obserwatorium Palomar w programie Palomar-Leiden-Survey. Nazwa planetoidy pochodzi od Francis Bacona, angielskiego filozofa i eseisty. Przed nadaniem nazwy planetoida nosiła oznaczenie tymczasowe (2940) 3042 P-L.